# Севрук Галина Сильвестрівна
Гали́на Сильве́стрівна Севру́к (18 травня 1929, Самарканд, Узбецька РСР, СРСР — 13 лютого 2022, Київ, Україна) — українська художниця, керамістка-монументалістка. Учасниця Клубу творчої молоді (1960–1964). Співавторка (разом з Опанасом Заливахою, Людмилою Семикіною, Галиною Зубченко, Віктором Зарецьким та Аллою Горською) знищеного в травні 1964 року вітражу «Шевченко. Мати» в Київському університеті. 1968 року виключена зі Спілки художників України за підписання «Листа-протесту 139» на захист репресованих.
Працювала в кераміці, мозаїці, графіці. Авторка керамічних пано з української історії й міфології, зокрема «Ярославна» (1964), «Лада» (1968) й ін. Заслужений художник України (2005), відновлене членство в Спілці художників України.

## Біографія

Ескіз вітража «Шевченко. Мати» (1964)

За материнською лінією художниця Галина Севрук походить з роду українських митців XVIII–XX ст. Григоровичів-Барських. Василь Григорович-Барський (1701–1747) є нащадком Григоровичів із подільського Бару, що переселилися на Київщину ще за гетьмана Хмельницького. Завдяки культурологічним розвідкам та начеркам цього відомого історика в Україні вперше дізналися про святі місця Європи, Азії та Африки, про особливості та винаходи іноземних зодчих, побут незнаних цивілізацій. Його молодший брат Іван (1713–1785), відомий архітектор доби українського бароко, відзначився масштабним конструкторським мисленням, вишуканим естетичним смаком. Саме йому належить ідея та проект першого водогону та каналізаційної системи в Києві. За його проектами споруджено Кирилівську, Покровську церкви та церкву Миколи Набережного. У кінці цього ж віку в Межигір'ї з'явилась і порцелянова фабрика Григоровичів-Барських, котра діяла аж до початку ХХ ст. Пізніше, у 1920-х, на базі цього підприємства працювали керамічні майстерні бойчукістів.
Народилася Галина Севрук 1929 року в сім'ї архітектора Сильвестра Севрука та його дружини Ірини, дочки адвоката Дмитра Григоровича-Барського, у Самарканді. Родина через рік повернулася на Україну. Після навчання в художній школі при Київському художньому інституті Галина Севрук вступила до нього на факультет живопису, який закінчила 1959 року. Подруга Алли Горської.
У 1930 році родина Севруків переїздить до Харкова, де залишається до початку війни. Переживши важкі роки окупації, у 1944 році Галина разом з батьками та сестрою оселяється в Києві. З 1946 року бере уроки малювання у відомого художника Григорія Світлицького. «То було входження у світ мистецтва, краси і духовності. Світла аура цього симпатичного і витонченого митця заворожувала мене, утверджувала непохитне рішення стати справжнім художником», — згадує свої перші заняття Галина. З наступного року навчається у Київській художній середній школі ім. Т. Г. Шевченка. Після закінчення школи відвідує майстерню Юрія Киянченка, готуючись до вступу в художній інститут.
З 1960-х років шукала нових шляхів у мистецтві. Водночас поряд з творчими пошуками займалася самоосвітою: вивчала українську мову, історію України та українське мистецтво, читала літературний самвидав, твори заборонених українських письменників. «Мені раптом відкрились очі: як можна бути художником в Україні і не знати української мови, літератури, історії, свого мистецтва? Я знала, що ці дисципліни ані у вузах, ані у школах не викладаються. Легше було лишитись на старих позиціях, але я вже не могла і не хотіла. Я вже бігла вперед, спотикаючись та падаючи ледь не на кожному кроці», — переосмислює своє життя Галина. Справжню підтримку своїм настроям Севрук знайшла у Клубі творчої молоді «Сучасник», де на початку 1960-х згуртувався цвіт української творчої інтелігенції.
Стояла біля джерел виникнення клубу творчої молоді «Сучасник» у Києві, брала активну участь у проведенні його заходів, зокрема вечорів репресованих письменників, акторів, художників (М. Куліш, В. Симоненко). У клубі її друзями стали І. Світличний, В. Симоненко, А. Горська, Л. Семикіна, Є. Сверстюк, В. Чорновіл, І. Дзюба, В. Кушнір та інші. Знайомиться з відомим археологом та істориком Михайлом Брайчевським, якого все подальше життя вважатиме своїм вчителем і другом.
Лавреатка премії Укр. асоціації незалежної творчої інтелігенції ім. В. Стуса (1991), премії ім. митрополита А. Шептицького (1994).

## Твори
1963 року Галина Серврук створила перший значний монументальний твір у техніці набірної мозаїки «Лісова пісня», а ще через рік — панно «Лілея». Нею створено понад 500 камерних керамічних пластів з історії України (образи Ярославни, козака Сірка, дочки Ярослава Мудрого — королеви Франції Анни) та понад 30 монументальних керамічних панно в архітектурних спорудах Києва, Чернігова, Одеси, Алушти тощо.
у 1985–1987 роках у холі готелю «Турист» художниця створила епічне панно «Місто на семи горбах», присвячене історії Києва. Цей новаторський і водночас опертий на традицію твір вважається вершиною творчих шукань Галини Севрук. Однак у жовтні 2020 року власники готелю демонтували панно, що викликало обурення у громадськості міста.
Художниця більше працює в глині без широкого використання полив, вводить колір як доповнення. Вироби Галини Севрук відзначаються красивим силуетом, високою культурою пластики і колориту, ясністю художнього образу.

### Вітраж «Шевченко. Мати»
У 1964 році Галина Севрук у співавторстві з Аллоллю Горською, Опанасом Заливахою, Людмилою Семикіною та Галиною Зубченко до 150-річчя Тараса Шевченка у вестибюлі Червоного корпусу КНУ створила вітраж «Шевченко. Мати». Скликана після цього комісія кваліфікувала цей вітраж як ідейно ворожий, тож він був знищений адміністрацією університету. Аллу Горську і Людмилу Семикіну через це виключили зі Спілки художників, щоправда, через рік відновили.

### Кераміка
- «Лісова пісня» (1963)
- «Лілея» (1964)
- «Плач Ярославни» (1964)
- «Чумак» (1964)
- «Лада» (1968)
- «Кошовий Самійло Кішка» (1969)
- «Богдан Хмельницький з військом» (1969)
- «Козак-Нетяга» (1969)
- «Козак на варті» (1969)
- «Прелесник та русалочка» (1970)
- «Мавка та Лукаш» (1970)
- «Десна» (1980)
- «Іван Мазепа» (1990-ті)
- «Молитва» (1994)
- «Козак Мамай»(1994)

## Графіка
Ілюстрації до книжок:
- Запорізький дуб, фоторозповідь. «Мистецтво» Київ, 1971
- Давня кам'яна скульптура, фоторозповідь. «Мистецтво» Київ, 1972
- Гончаренко Марія, Структури Я, поезії. «Сполом» Львів, 2001